# Rivière Moose (Ontario)
Pour les articles homonymes, voir Rivière Moose et Moose.
La rivière Moose est un fleuve tributaire de la rive sud de la Baie James. La rivière Moose coule dans le nord-est de l'Ontario, au Canada.

## Géographie

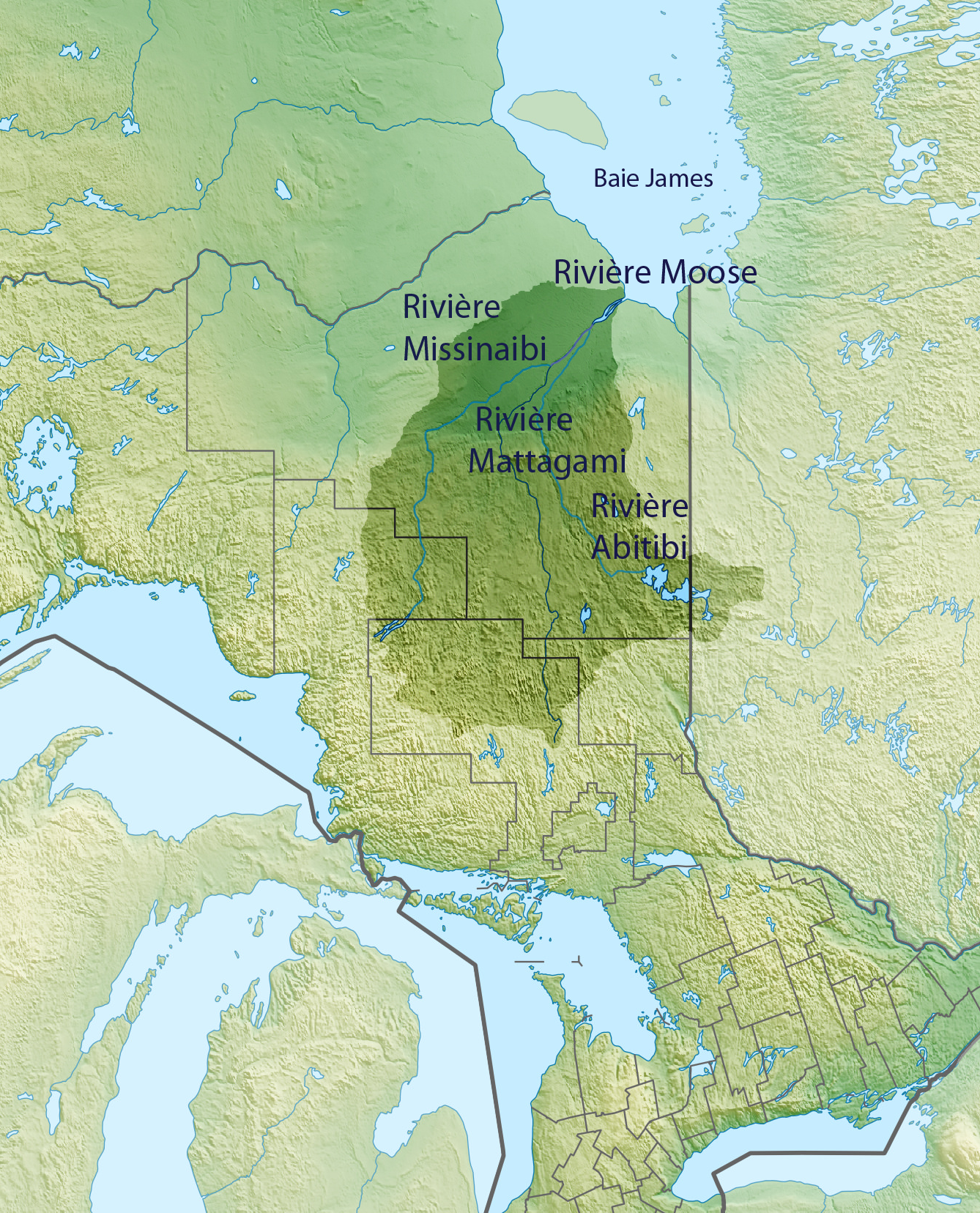
Bassin versant de la Moose

Longue de seulement 100 km, elle recueille les eaux de plusieurs grandes rivières. Commençant à la jonction des rivières Mattagami et Missinaibi, elle se dirige ensuite vers le nord-est et se déverse dans la baie James, recueillant au passage les eaux des rivières Abitibi. Son bassin de drainage est de 108 500 km2 avec un débit de 1 370 m3/s.

### Principaux affluents
- Rivière Abitibi
- Rivière Cheepash
- Rivière Frederick House
- Rivière Kwataboahegan
- Rivière Mattagami
- Rivière Missinaibi
- North French River

### Villes traversées
- Moose Factory
- Moosonee

## Histoire
Autrefois une importante route pour la traite des fourrures pour la Compagnie de la Baie d'Hudson, elle était le début de la route de pénétration vers le lac Supérieur. Moose Factory, situé sur une île à l'embouchure de la rivière, fut un important poste de traite et la première colonie anglaise en Ontario.

## Activités économiques ou Navigation ou Production hydroélectrique
Moosonee, sur la rive nord de la rivière, est le terminus nordique du chemin de fer Polar Bear Express qui commence à Cochrane.
Le refuge d'oiseaux de la Rivière Moose  est une aire protégée de 14,6 km2 comprenant quelques îles à l'embouchure de la rivière. La forme d'entonoir de la baie d'Hudson et de la baie James dirige les oiseaux migrateurs vers cet endroit à chaque automne. Il devient donc un arrêt très important dans leur migration.